# Vermetus triquetrus
Vermetus triquetrus is een slakkensoort uit de familie van de Vermetidae. De wetenschappelijke naam van de soort is voor het eerst geldig gepubliceerd in 1832 door Bivona-Bernardi.